# Macabebe
Macabebe es un municipio filipino de primera clase, perteneciente a la provincia de la Pampanga, en la isla de Luzón.

## Historia
El pueblo fue fundado en 1594. Hacia mediados del siglo XIX, tenía contabilizada una población de 16 030 habitantes, repartidos en 2671 casas. Aparece descrito en el segundo volumen del Diccionario geográfico, estadístico, histórico de las Islas Filipinas (1851) de Manuel Buzeta Núñez y Felipe Bravo con las siguientes palabras:

MACABEBE: pueblo con cura y gobernadorcillo, en la isla de Luzon, prov. de la Pampanga, arz. de Manila; sit. en los 124° 22' 20" long., 14° 55' lat., en una islita formada por los muchos esteros que hay por el térm., y por el r. de su nombre, en cuya orilla se halla en terreno llano y clima templado. Se fundó este pueblo en 1594, y en el dia tiene unas 2,671 casas de particulares, la de comunidad donde se halla la cárcel, y la parroquial que es la mejor del pueblo. La igl. parr. es de buena fábrica y está bajo la advocacion de San Antonio Abad, servida por un cura regular. Tiene este pueblo tres caminos, el uno que conduce á Sesmoan, el otro á Minalin, y el tercero á Apalit. Confina el term. por N. con el de Minalin, cuyo pueblo dista 1 ½ leg.; por N. O. con el de Sesmoan á 2 leg.; por E. con el de Apalit, á 2 id., y por S. con la bahía de Manila. El terreno es llano y pantanoso, los esteros que mas arriba hemos dicho se encuentran en el térm., se forman de las aguas que bajan de las alturas del N. y en varias ramificaciones paran en el mar por distintas bocas de las cuales las principales son la llamada de Tilapatíd y la barra de Bodbod, que facilitan la entrada de las aguas saladas. Las orillas de estos rios y esteros estan llenas de nipales y matorrales; sus aguas no sirven para beber, por lo que los naturales tienen que ir á buscarlas al r. de Calumpit y Hagonoy. prod. arroz, ajonjolí, maiz, caña dulce, añil, muchas legumbres y bastante fruta. La principal ind. es la agrícola, pero tambien hay muchos ingenios para beneficiar la caña dulce, varias fábricas para el beneficio del añil y algunas prensas de aceite de ajonjolí: otros se dedican á la pesca, fabricacion de vino y vinagre de nipa y al corte de maderas, con todo lo cual comercian en las prov. inmediatas. pobl. 16,030 alm., y en 1845 pagaba 2,816 trib., que hacen 28,160 rs. plata, equivalentes á 70,400 rs. vn.
(Buzeta y Bravo, 1851, pp. 191-192)

En 2020, tenía censados 78 151 habitantes.